# ساتکا
شهر ساتکا (به روسی: Сатка) در کشور روسیه و در اوبلاست چلیابینسک واقع شده‌است.